# Język kri
Język kri (nazwa własna: nêhiyawêwin, nîhithawîwin a. nêhinawêwin; ang. Cree) – kontinuum dialektów (kri-montagnais-naskapi) z rodziny algonkiańskiej, używanych przez ok. 50 tysięcy rdzennych mieszkańców Kanady (Indian Kri) na rozległych obszarach od Alberty po Labrador. Dialekty języka kri są blisko spokrewnione z językiem odżibwe i wraz z nim wschodzą w skład kontinuum kri-odżibwe-ottawa. Język kri jest także komponentem używanych dawniej pidżynów miszif i bungee.  Do zapisu języka kri używa się alfabetu łacińskiego lub (tradycyjnie) sylabariusza kri, będącego odmianą sylabariusza kanadyjskiego.
Dialekty języka kri
- kri równinny (Plains Cree, dialekt y)
- kri leśny (Woods Cree, dialekt th)
- kri bagienny (Swampy Cree, dialekt n)
- kri Moose (Moose Cree, dialekt l)
- kri wschodni (Eastern Cree, James Bay Cree, dialekt y)
- atikamekw (dialekt r)
- montagnais (innu-aimun) zachodni (dialekt l) i wschodni (dialekt n)

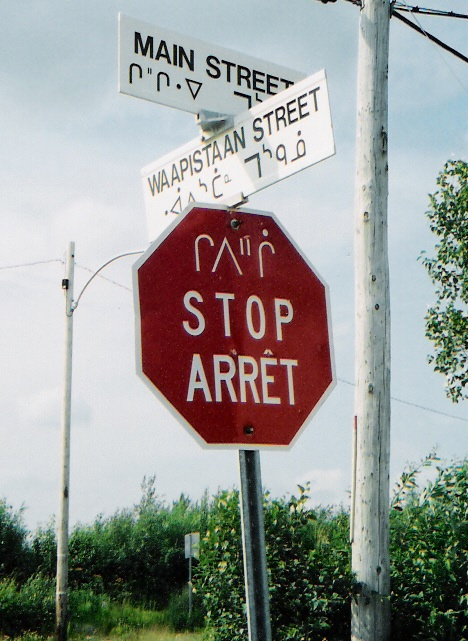
Znak drogowy w kri, angielskim i francuskim w Quebecu

- naskapi (dialekt y)